# 陸從典
陸從典（563年—619年），字由仪，南朝陈吴郡（今江苏省苏州市）人，陸雲公之孫，陆琼第三子。
陆从典年幼时聪敏好学，词赋甚美。长大后博览群书。五岁，州举秀才。陈后主时，转任司徒左西掾，历任著作佐郎、太子舍人、东宫学士。陈亡入隋朝，为给事郎、著作佐郎。曾受诏续写司马迁《史记》迄于隋，书没有完成，被贬官住在南阳郡，当时起兵反隋的朱粲将通事舍人颜愍楚和陆从典延请做宾客。皇泰二年（619年），朱粲没有食物，就将颜愍楚和陆从典二人全家都吃了。陸從典時年五十七歲。